# Dvärgstjärna
För andra betydelser, se dvärg.
En dvärgstjärna eller dvärg är en stjärna som befinner sig i en speciell fas av sin livscykel. I stjärnans centrum pågår kärnreaktioner där väte omvandlas till helium. Detta är den längsta fasen i stjärnornas livscykel. Mer än tre fjärdedelar av alla stjärnor är dvärgar. Tidigare användes till exempel begreppet gul dvärg för solen, men detta är inte längre i bruk.
Termen ”dvärg” uppstod ursprungligen 1906 då den danske astronomen Ejnar Hertzsprung noterade att de rödaste stjärnorna som klassificerades som K och M i Harvard-systemet kunde delas in i två olika grupper. De lyser antingen mycket starkare än solen, eller mycket svagare. För att skilja dessa grupper kallade han dem "jätte"- och "dvärg"-stjärnor, där dvärgstjärnorna är svagare och jättestjärnorna är ljusare än solen. De flesta stjärnor klassificeras för närvarande under Morgan–Keenan systemet med bokstäverna O, B, A, F, G, K och M, en sekvens från de hetaste: typ O, till den svalaste: typ M. 
Omfattningen av termen "dvärg" utvidgades senare till att inkludera följande:
Dvärgstjärna står i allmänhet för någon huvudseriestjärna, en stjärna av klass V: huvudseriestjärnor (dvärgar). Exempel: Achernar (B6 Vep) 
- Röda dvärgar är huvudseriestjärnor med liten massa. [3]
- Gula dvärgar är huvudseriestjärnor med massa som är jämförbara med solens.[4]
- Orange dvärgar är huvudseriestjärnor av K-typ.[4]
- En blå dvärg tillhör en hypotetisk klass av stjärnor med mycket liten massa, som ökar temperaturen när de är nära slutet av deras livstid i huvudserien.[5]
- En vit dvärg är en stjärna som består av joniserad materia, som är det sista steget i utvecklingen av stjärnor, som inte är tillräckligt stora för att kollapsa i en neutronstjärna eller ett svart hål - massa mindre än ungefär 9 solmassor.[6]
- En svart dvärg är en vit dvärg som har kylts tillräckligt för att inte längre kunna sända ut något synligt ljus.[7]
- En brun dvärg är ett substellärt objekt som inte är tillräckligt stort för att kunna starta fusion av väte till helium, men fortfarande tillräckligt massiv för att fusionera deuterium - mindre än omkring 0,08 solmassor och mer än cirka 13 Jupiter-massor.[8]